# Jack Taylor
John Keith "Jack" Taylor  (21. april 1930 – 27. juli 2012) var en engelsk fodbolddommer. Han startede med at dømme internationale kampe under det internationale fodboldforbund, FIFA, i 1963. Han var mest kendt for at have dømt finalen ved VM 1974 mellem Holland og Vesttyskland.

## Karriere

### EM 1964
- Sverige  –  Jugoslavien 3-2 (ottendedelsfinale).

### VM 1970
- Italien  –  Sverige 1-0 (gruppespil).

### VM 1974
- Bulgarien  –  Uruguay 1-1 (gruppespil).
- Argentina  –  Østtyskland 1-1 (2. runde).
- Holland  –  Vesttyskland 1-2 (finale).

### EM 1976
- Spanien  –  Vesttyskland 1-1 (kvartfinale).